# Козлова, Татьяна Васильевна (учёная)
Татья́на  Васи́льевна Козлова  (31 августа 1930, Ставрополь, СССР — 17 мая 2022, Москва) — советская учёная, доктор технических наук, профессор, педагог, автор учебной и научной литературы по моде, искусству и дизайну. 

## Биография
Училась в нескольких зарубежных институтах Западной Европы: Чехословакии, Франции, Италии.
В 1951 г. окончила Текстильный институт по специальности художник-технолог. Затем, защитила кандидатскую диссертацию в Чехословакии и докторскую диссертацию в Текстильном университете.
С 1955 года работала в сфере художественного образования (Московский государственный текстильный университет имени А. Н. Косыгина, Московский государственный университет дизайна и технологии. Общий стаж - 69 лет, педагогический стаж - 67 лет.
Доктор технических наук (1983). Профессор по кафедре Моделирования костюма (1984).
С 1967 года руководила кафедрой «Моделирования костюма» Московского государственного текстильного университета им. А. Н. Косыгина в течение 50 лет, из которых 28 лет работала деканом факультета прикладного искусства (ФПИ).
Под наставлением Козловой Т.В. было подготовлено более 5000 специалистов различных направлений в искусстве костюма, обуви и аксессуаров, ювелирных изделий, текстиля и рекламы.
Ею были организованны конкурсы «Шаг в будущее» и «Формула стиля», которые регулярно проводились в формате дефиле на подиуме Московского государственного текстильного университета им. А. Н. Косыгина. Для участия в данных конкурсах съезжались участники из регионов страны и из-за рубежа.
На протяжении своей работы, под руководством Козловой Татьяны Васильевны, кафедра подготовила многих художников-модельеров и дизайнеров: Вячеслав Зайцев, Юлия Далакян, Виктория Андреянова, Владимир Зубец, Егор Зайцев, Катя Леонович, Денис Симачёв, Сергей Ефремов, Эрика Зайонц и др.

## Достижения
- Нагрудный знак «За отличные успехи в работе» (Высшая школа СССР).
- Орден «Знак Почета» (1986).
- Почётная грамота Гособразования СССР (1990).
- Почётное звание «Заслуженный деятель науки Российской Федерации» (1992).
- Действительный членом международной академии наук о природе и обществе (1999).
- «Орден Дружбы» (2001).
- Действительный член Академии имиджелогии (2005).
- Юбилейным знак программы «Шаг в будущее» (2016)
- Специальная награда НАИМ - «Хрустальная пальма» за вклад в подготовку кадров индустрии моды в России (2013).

## Научная и творческая деятельность
Сферой интересов Козловой Татьяны Васильевны являлись искусство, мода, костюм, прогнозирование, творческое и научное образование.
Козловой Т.В. написано более 15 книг, учебников, учебных пособий и монографий. Она имеет более 500 публикаций, 8 патентов на промышленные образцы. Избранные труды:
- Стиль в костюме XX века: Учебное пособие для ВУЗов. / Т.В. Козлова, Е.В. Ильичева. — М.: МГТУ им. А.Н. Косыгина, 2003. — 160 с. ISBN 5-8196-0041-X
- Моделирование и художественное оформление женской и детской одежды: Учеб. для сред. спец. учеб. заведений / Т.В. Козлова, Л.Б. Рытвинская, З.Н. Тимашева. – 2-е изд., перераб. и доп. — М.: Легпромбытиздат, 1990. — 320 с.: ил. — ISBN 5-7088-0361-4
- Основы теории проектирования костюма: Учеб. для вузов / Под ред. Т.В. Козловой. — М.: Легпромбытиздат, 1988. — 352 с.: ил. — ISBN 5-7088-0218-9.  Авторы: Т.В.Козлова, Р.А. Степучев, Г.И. Петушкова, Л.Б. Рытвинская, Е.А. Рыбкина, Н.Б. Яковлева.
- Основы художественного проектирования изделий из кожи. Учебное пособие для вузов. / Т.В. Козлова — 2-е изд., доп. и перераб. — М.: Легпромбытиздат 1987. — 232 с.
- Художественное проектирование костюма. / Т.В. Козлова — М.: Легкая и пищевая пром-сть, 1982. — 144 с., ил.

Учебники и учебные пособия Т.В. Козловой вошли в основную литературу для обучения художников-модельеров и дизайнеров в отечественных вузах и странах СНГ.